# Kriegerdenkmal Rätzlingen (Erster Weltkrieg)

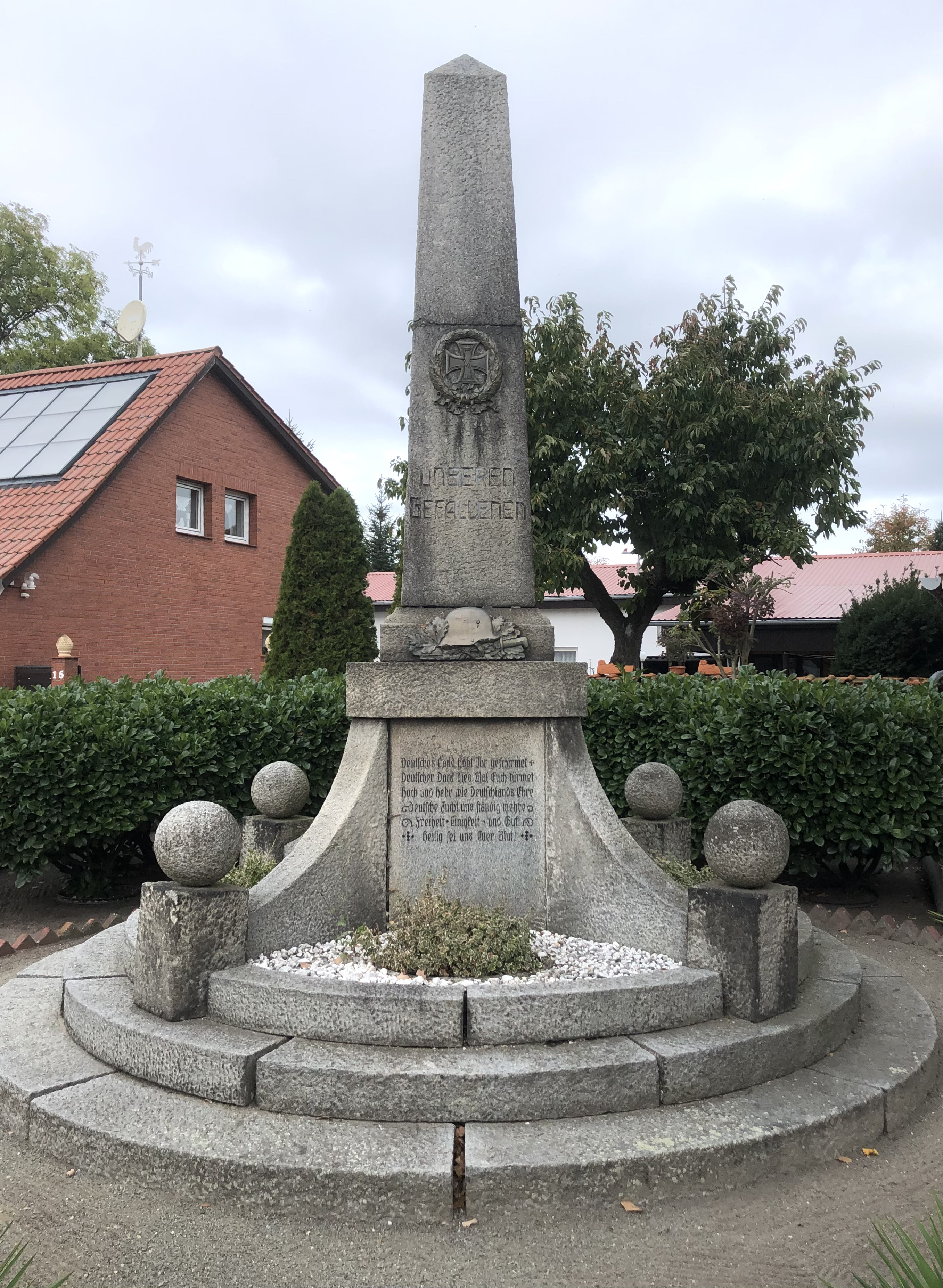
Kriegerdenkmal für die Gefallenen des Ersten Weltkriegs, 2021

Das Kriegerdenkmal Rätzlingen ist ein denkmalgeschütztes Kriegerdenkmal in Oebisfelde-Weferlingen in Sachsen-Anhalt.

## Lage
Das Denkmal befindet sich im Zentrum des Ortsteils Rätzlingen nördlich der Dorfstraße, etwas südwestlich der Dorfkirche Rätzlingen.

## Gestaltung und Geschichte
Das Kriegerdenkmal gedenkt der Gefallenen aus Rätzlingen im Ersten Weltkrieg. Es wurde, für die Region ungewöhnlich, in Formen des Jugendstils gestaltet und besteht aus einem sich auf einem Sockel erhebenden Obelisken. Der Sockel selbst besteht aus vier symmetrisch im Kreis angeordneten geschwungenen Elementen, was dem Denkmal eine gewisse optische Dynamik verleiht. Zum Sockel führen drei Stufen hinauf. Links und rechts des Zugangs zum Denkmal befindet sich jeweils eine später hinzugefügte Steintafel, auf der namentlich der Gefallenen des Zweiten Weltkriegs gedacht wird.
Auf der nach Süden weisenden Vorderseite ist im Mittelteil des Obelisken die Darstellung eines von einem Kranz umgebenen Eisernen Kreuzes angebracht. Darunter befindet sich der Schriftzug:
Unterhalb des Textes, am Fuß des Obelisken, ist ein auf Eichenlaub ruhender Stahlhelm dargestellt. Im Eichenlaub ist ein Schwert zu erkennen. Darunter ist am Sockel eine Inschrift angebracht:
Deutsches Land habt Ihr geschirmet +

Deutscher Dank dies Mal Euch türmet

Hoch und her wie Deutschlands Ehre

ˤ Deutsche Zucht uns ständig mehre ˀ

ʕ Freiheit • Einigkeit • und Gut! ʖ

+ Heilig sei uns Euer Blut! +
An der östlichen und westlichen Seite des Sockels befinden sich die Namen und das jeweilige Sterbedatum der Gefallenen, während die Rückseite unbeschriftet ist. Auf der Ostseite finden sich die Inschriften:
| Fritz Thiemann  | Friedr. Eggstein |
| † 3.9.1914      | † 25.7.1915      |
| Herm. Ohrdorf   | Heinr. Behrens   |
| † 18.11.1914    | † 9.10.1915      |
| Heinr. Niewerth | Otto Pasemann    |
| † 26.2.1915     | † 11.10.1915     |
| Franz Nabrotzki | Bernh. Behrens   |
| † 3.3.1915      | † 1.11.1915      |
| Heinrich Wolter | Otto Marquardt   |
| † 29.3.1915     | † 27.9.1916      |
| Herm. Schrader  | Reinhold Quatz   |
| † 14.6.1915     | † 15.10.1916     |
| Franz Wolter    | Friedr. Kusian   |
| † 13.7.1915     | verm. 8.10.1915  |
| Erich Buch      | Herm. Helmecke   |
| verm. 24.5.1915 | verm. 21.6.1916  |

Die Westseite trägt die Inschrift:
| Karl Dreyer     | Willi Jütte      |
| † 8.5.1917      | † 20.4.1918      |
| Ernst Kluge     | Heinrich Krull   |
| † 29.8.1917     | † 8.9.1918       |
| Herm. Zauske    | Wilh. Gerloff    |
| † 2.11.1917     | † 14.9.1918      |
| Friedr. Behrens | Heinr. Eggestein |
| † 21.3.1918     | † 29.9.1918      |
| Friedr. Gerloff | Walter Gerke     |
| † 1.4.1918      | † 29.9.1918      |
| Bernhard Krull  | Friedr. Schmidt  |
| † 13.4.1918     | † 30.10.1918     |
| Wilh. Kirmeß    | Richard Knoll    |
| † 16.4.1918     | verm. 2.9.1916   |
| Albert Blume    | Wilh. Feldmann   |
| verm. 14.7.1916 | verm. 26.9.1916  |

Links des Zugangs befindet sich eine Steintafel mit den Namen des Gefallenen des Zweiten Weltkriegs in alphabetischer Reihenfolge:
| Altenburg, Helmut  | Heicke, Erich       |
| Behrens, Martin    | Jütte, Heinz        |
| Blötz, Erich       | Jütte, Hermann      |
| Blume, Herbert     | Koch, Ehrhard       |
| Breitenfeld, Erich | Koch, Walter        |
| Breitenfeld, Ernst | Körtge, Fritz       |
| Czech, Max         | Lauenroth, Erich    |
| Dörge, Willi       | Lauenroth, Heinrich |
| Eilert, Karl       | Lauenroth, Werner   |
| Eilert, Otto       | Müller, Gustav      |
| Gerloff, Ernst     | Müller, Heinrich    |
| Gerchel, Heinrich  | Müller, Martin      |
| Helmecke, Albert   | Meier, Erwin        |
| Helmecke, Erich    | Niewerth, Heinrich  |
| Heinrichs, Wilhelm | Oelze, Bruno        |

Auf der anderen Seite des Eingangs wird die Auflistung fortgesetzt:
| Ohrdorf, Fritz      | Schild, Alfred        |
| Osterburg, Willi    | Schild, Ewald         |
| Pieper, Werner      | Schild, Hermann       |
| Penkert, Klaus      | Schrader, Hermann     |
| Pickert, Karl       | Stichel, Werner       |
| Pickert, Otto       | Thielecke, Horst      |
| Pössel, Fritz       | Thielecke, Kurt       |
| Rach, Erich         | Tietge, Edmund        |
| Rasche, Erwin       | Tietge, Herbert       |
| Rasche, Otto        | Thiemann, Franz       |
| Rasche, Werner      | Tönniges, Wilhelm     |
| Reichard, Walter    | von der Wall, Edmund  |
| Rink, Ehrenfried    | Wiehle, Erich         |
| Roland, Otto        | Willnow, Hans-Joachim |
| Roschinski, Hermann | Witte, Horst          |

Im örtlichen Denkmalverzeichnis ist das Kriegerdenkmal unter der Erfassungsnummer 094 84832 als Baudenkmal verzeichnet.